# Azul y no tan rosa
Azul y no tan rosa (tj. Modrá, ne tak růžová) je venezuelsko-španělský hraný film z roku 2012, který režíroval Miguel Ferrari podle vlastního scénáře. Film popisuje vztah otce a dospívajícího syna, kteří se setkávají po dlouhé době.

## Děj
Diego pracuje jako fotograf v Caracasu a žije se svým partnerem Fabriziem, který je porodník. Jednoho dne mu zavolá Valentina, se kterou má syna Armanda, který s ní žije v Madridu. Valentina potřebuje odletět do Londýna a Armanda nemůže vzít s sebou, proto ho pošle na prázdniny k otci do Venezuely. Diego není nadšený, ani Armando není rád, když otce viděl naposledy před pěti lety. Jejich vztah se ještě zkomplikuje, když se Armando dozví, že jeho otec je gay. Krátce nato je Fabrizio přepaden na ulici a po čase stráveném v komatu umírá. Armando se přes chat seznámí s dívkou Laurou z Méridy a řekne jí, že tančí tango. Diegova kamarádka Delirio del Río ho proto naučí tančit tango. Napětí mezi otcem a synem se postupně snižuje. Laura pozve Armanda do Méridy na tango. Spolu s nimi tam jedou i Diegovy přítelkyně Delirio del Río a Perla Marina. Diego veze stromek, který chtěl v Méridě zasadit Fabrizio.

## Obsazení
| Guillermo García        | Diego           |
| Ignacio Montes          | Armando         |
| Hilda Abrahamz          | Delirio del Río |
| Carolina Torres         | Perla Marina    |
| Alexander Da Silva      | Racso           |
| Sócrates Serrano        | Fabrizio        |
| Elba Escobar            | Rocío           |
| Juan Jesús Valverde     | Paco            |
| Aroldo Betancourt       | Luis Fernando   |
| Beatriz Valdés          | Estrellita      |
| Daniela Alvarado        | Patricia        |
| Mauricio Gomez Amoretti | Kevin           |
| William Goite           | Elvys           |
| Ivan Gonzalez Roa       | Paquito         |
| Juan Carlos Lares       | Cristóbal       |
| Diego Armando Salazar   | porodník        |
| Arlette Torres          | Valentina       |

## Ocenění
- Cena Goya za nejlepší zahraniční film ve španělštině